# Matične knjige
Matične knjige so javne listinske knjige, ki evidentirajo tri stanja oseb - rojstvo, poroke in smrt. Zanje je značilno načelo oficialnosti, enotnosti (enaki obrazci), javnosti, ter verodostojnosti.
Poznamo cerkvene in civilne matične knjige. Starejše matične knjige so pisane v latinščini, novejše pa v italijanščini, nemščini, in od leta 1884 tudi v slovenščini. Do leta 1770 so vodene v narativni obliki, po 1770 pa v tabelarični ali tiskani obliki. Od leta 2005 je v Sloveniji matične knjige nadomestil matični register (elektronska baza podatkov). Poleg treh osnovnih vrst matičnih knjig se ponekod uveljavijo tudi oklicne knjige (evidence zakoncev, ki so bili pred poroko imenovani pri maši, z namenom ugotovitve samskega stanu), ter tajne knjige (latinsko Liber arcanus), v katere so bili vpisani nezakonski otroci in njihovi očetje.
Cerkvene matične knjige prvi predpiše Tridentinski koncil (1545-1563), in sicer krstne in poročne matične knjige, Rimski obrednik papeža Pavla V. iz leta 1614 pa predpiše tudi vodenje birmanskih, ter opisnih mrliških matičnih knjig. Na Slovenskem se prve matične knjige pojavijo v 15. stoletju na obalnih področjih (Piran, Izola, Trst), v notranjosti pa z reformacijo v letih 1584-1598 (v Mengšu in Ljubljani). V terezijansko-jožefinski dobi (1770-1784) postanejo duhovniki plačani državni uradniki. Sistem se ohrani vse do druge svetovne vojne, ko okupator Cerkvi odvzame vse matične knjige, in jih preda civilnim uradom.
Vodenje civilnih matičnih knjig na Slovenskem prvi uvedejo Francozi v letih 1812-1814 (vodi jih občina, matičar je župan), po letu 1870 pa se uvedejo tudi v Avstro-Ogrski, kjer se vodijo na nivoju okrajnih glavarstev, vodijo pa se za brezverce (mednje sodijo nepriznane vere). Po drugi svetovni vojni se vodijo matične knjige izključno v matičnih uradih (krajevni ljudski odbori, občine, po letu 1994 pa v upravnih enotah).